# 훌리에타 베네가스
훌리에타 베네가스(Julieta Venegas, 1970년 11월 24일 ~ )는 멕시코의 가수이다.